# Vagabond malgré elle
Pour les articles homonymes, voir Miss Nobody.
Pour plus de détails, voir Fiche technique et Distribution.
Vagabond malgré elle (Miss Nobody) est un film américain muet réalisé par Lambert Hillyer, sorti en 1926.

## Synopsis
Le père d'une héritière meurt fauché, la laissant sans héritage. Elle joint un groupe de vagabonds et voyage incognito à travers le pays, habillée en homme.

## Fiche technique
- Titre français : Vagabond malgré elle
- Titre original : Miss Nobody
- Réalisation : Lambert Hillyer
- Scénario : George Marion Jr.
- Société de production et de distribution : First National Pictures
- Photographie : John W. Boyle
- Montage : Alexander Hall
- Pays de production : États-Unis
- Langue d'origine : anglais
- Format : noir et blanc - Aspect Ratio: 1.33:1 - Film muet
- Genre : drame
- Durée : 70 min
- Date de sortie :
  - États-Unis : 27 juin 1926

## Distribution
- Anna Q. Nilsson : Barbara Brown
- Walter Pidgeon : Bravo
- Louise Fazenda : Mazie Raleigh
- Mitchell Lewis : Harmony
- Clyde Cook : Bertie
- Arthur Stone : Happy
- Anders Randolf : J.B. Hardiman
- Claire Du Brey : Ann Adams
- George Nichols : le shérif
- Jed Prouty : le fermier